# 箇旧市
箇旧市（こきゅう-し）は中華人民共和国雲南省紅河ハニ族イ族自治州に位置する県級市。

## 地理
箇旧は雲南省南部、雲貴高原の南端に位置し、西は紅河の源流の元江を臨む。市内に中国最大の錫の鉱山がある。

## 歴史
箇旧の旧称は古臼であり、彝語で「石の多い場所」を意味する言葉に由来されていると言われる。
漢代には賁古県に属し、独立した行政区は1885年（光緒11年）に設立された箇旧庁である。1913年に箇旧県となり、1951年に県級市に改編され、現在に至る。

## 行政区画
5街道、4鎮、2郷を管轄する。
- 街道:錫城街道、金湖街道、宝華街道、沙甸街道、大屯街道
- 鎮:鶏街鎮、老廠鎮、卡房鎮、蔓耗鎮
- 郷:賈沙郷、保和郷

## 交通

### 道路
- 高速道路
  - 天猴高速道路
  - 開河高速道路
  - 硯文高速道路
- 国道
  - G323国道
  - G326国道